# Torno de control numérico

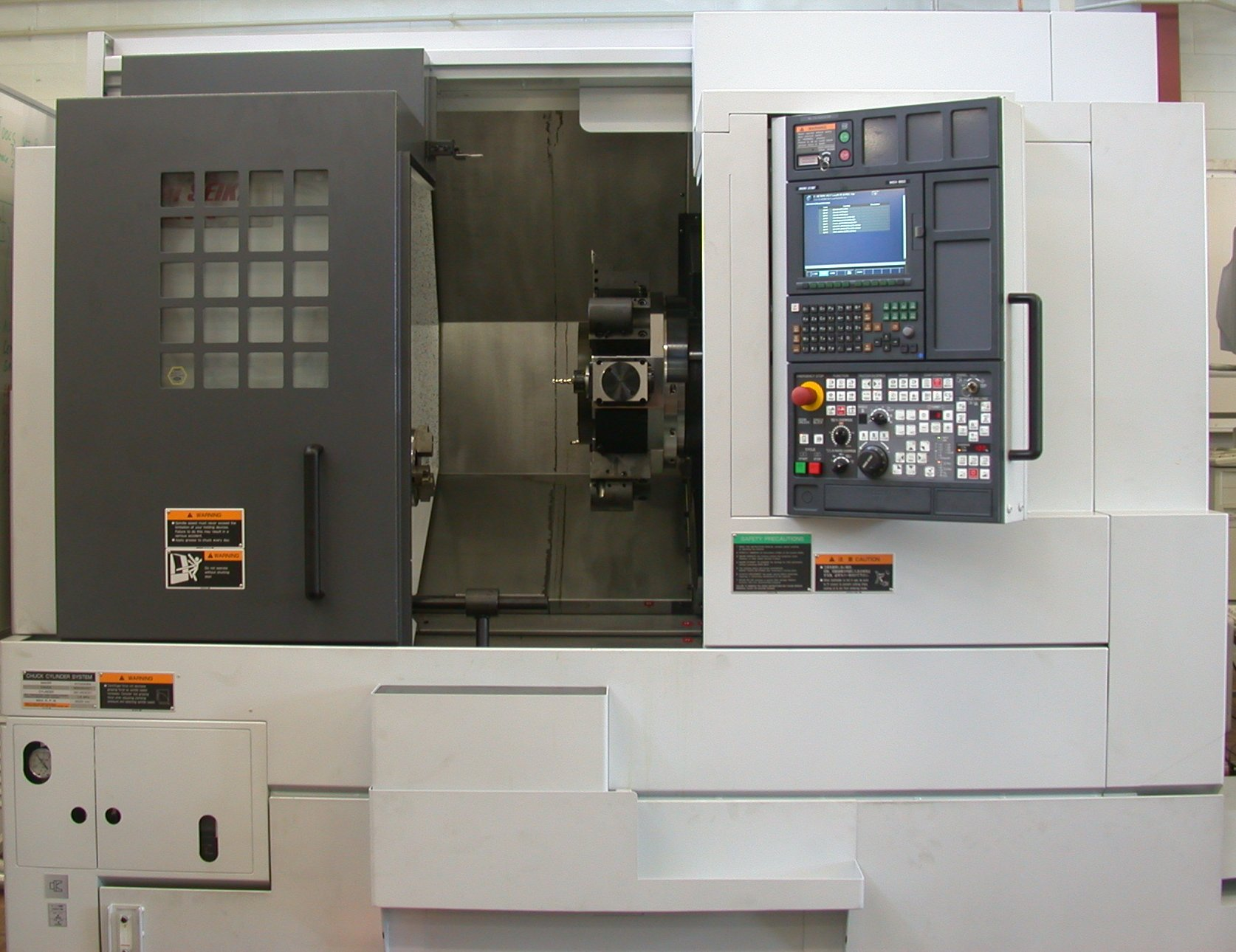
Torno de control numérico CNC.

Torno de control numérico o torno CNC se refiere a una máquina herramienta del tipo torno que se utiliza para mecanizar piezas de revolución mediante un software de computadora que utiliza datos alfa-numéricos, siguiendo los ejes cartesianos X,Y. Se utiliza para producir en cantidades y con precisión, porque la computadora que lleva incorporado control es la encargada de la ejecución de la pieza.
Un torno CNC puede hacer todos los trabajos que normalmente se realizan mediante diferentes tipos de torno como paralelos, copiadores, revólver, automáticos e incluso los verticales. Su rentabilidad depende del tipo de pieza que se mecanice y de la cantidad de piezas que se tengan que mecanizar en una serie.

## Control numérico
El primer desarrollo en el área del control numérico lo realizó el inventor norteamericano John T. Parsons junto con su empleado Frank L. Stulen, en la década de 1940. El control numérico (CN) es un sistema de automatización para máquinas herramientas en que se utilizan números, letras y símbolos. Cuando cambia la tarea a realizar, se cambia el programa de instrucciones.
Los caracteres establecidos para estos programas están regidos por las normas DIN 66024 y 66025. Algunos de los caracteres son:
- N - corresponde al número de bloque o secuencia. Luego de la letra se coloca el número del o los bloques que se deben programar. El número de bloques debe estar comprendido entre 1 y 999.
- X, Y, Z - corresponde a los ejes de coordenadas X, Y, Z de la máquina herramienta. En los tornos solo se utilizan las coordenadas X y Z. El eje Z corresponde al desplazamiento longitudinal de la herramienta en las operaciones de cilindrado mientras que el X es para el movimiento transversal en las operaciones de refrentado y es perpendicular al eje principal de la máquina. El eje Y opera la altura de las herramientas del CNC.
- G - son funciones preparatorias que informan al control las características de las funciones de mecanizado. Está acompañado de un número de dos cifras para programar hasta 100 funciones.

Desde el siglo XXI, ha habido una tendencia a fusionar el aprendizaje automático y la inteligencia artificial (IA) con máquinas herramienta de control numérico por computadora (CNC). Esta fusión de tecnologías de vanguardia proporcionará mayor eficiencia y precisión para la fabricación futura.

## Funcionamiento
Los ejes "X", y "Z" pueden desplazarse simultáneamente en forma intercalada, dando como resultado mecanizados cónicos o esféricos según la geometría de las piezas.
Las herramientas se colocan en portaherramientas que se sujetan a un cabezal que puede alojar hasta 20 portaherramientas diferentes que rotan según el programa elegido, facilitando la realización de piezas complejas.
En el programa de mecanizado se pueden introducir como parámetros la velocidad de giro de cabezal portapiezas, el avance de los carros longitudinal y transversal y las cotas de ejecución de la pieza. La máquina opera a velocidades de corte y avance muy superiores a los tornos convencionales por lo que se utilizan herramientas de metal duro o de cerámica para disminuir la fatiga de materiales.

## Arquitectura general de un torno CNC
Las características propias de los tornos CNC respecto de un torno normal universal son las siguientes:

### Motor y cabezal principal
Este motor limita la potencia real de la máquina y es el que provoca el movimiento giratorio de las piezas, normalmente los tornos actuales CNC equipan un motor de corriente continua, que actúa directamente sobre el husillo con una transmisión por poleas interpuesta entre la ubicación del motor y el husillo, siendo innecesario ningún tipo de transmisión por engranajes.
Estos motores de corriente continua proporcionan una variedad de velocidades de giro casi infinita desde cero a un máximo determinado por las características del motor, que es programable con el programa de ejecución de cada pieza. Muchos motores incorporan dos gamas de velocidades uno para velocidades lentas y otro para velocidades rápidas, con el fin de obtener los pares de esfuerzo más favorables. El husillo lleva en su extremo la adaptación para los correspondientes platos de garra y un hueco para poder trabajar con barra.
Las características del motor y husillo principal de un torno CNC pueden ser las siguientes:
- Diámetro agujero husillo principal: 100 mm
- Nariz husillo principal: DIN 55027 N.º 8 / Camclock N.º 8
- Cono Morse N.º 2
- Gama de velocidades: 2
- Velocidad variable del husillo: I: 0-564 rpm II: 564-2000 rpm
- Potencia motor: 15 kW

### Bancada y carros desplazables

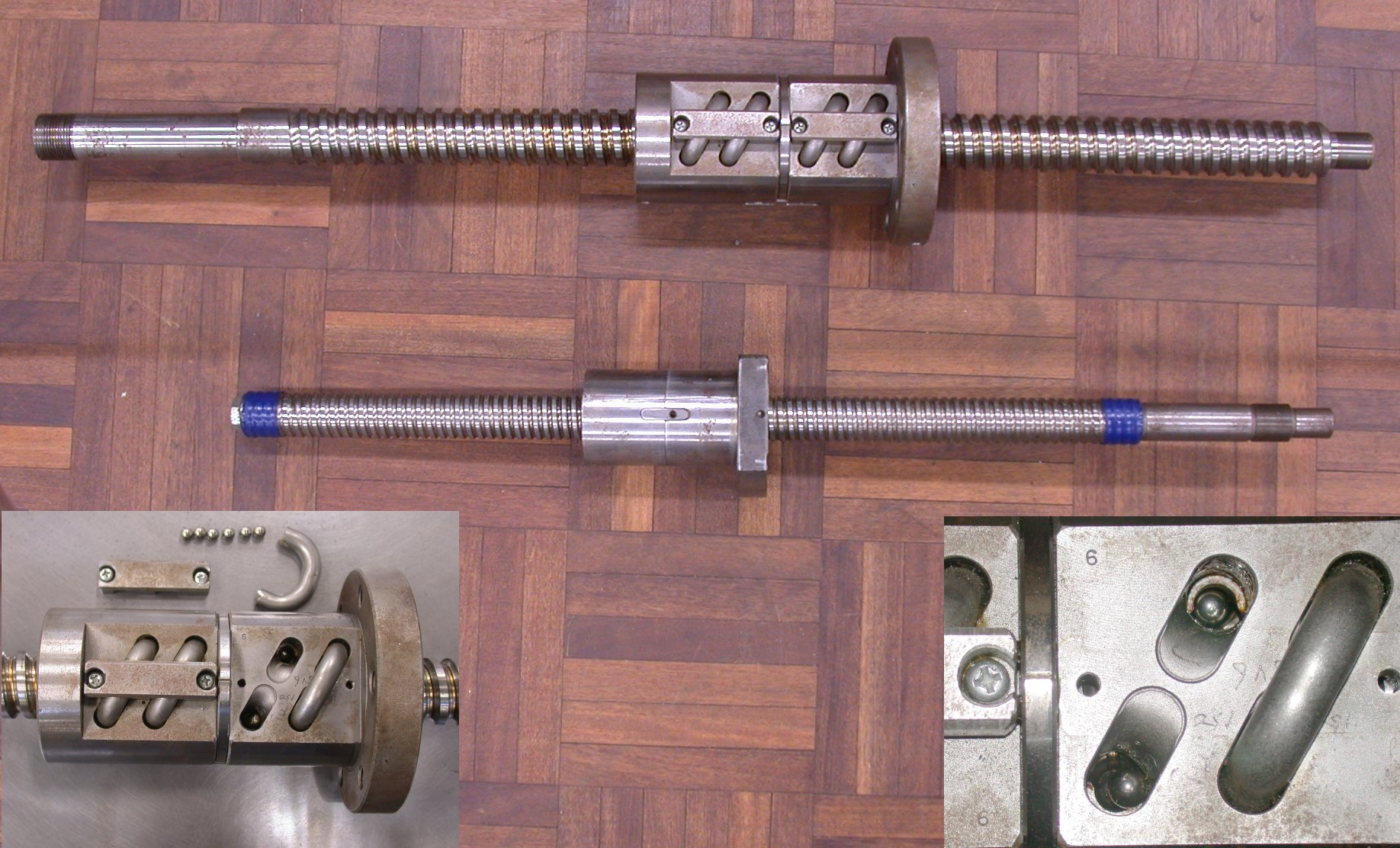
Husillo de bolas con rosca redondeada rectificada.

- Para poder facilitar el desplazamiento rápido de los carros longitudinal y transversal, las guías sobre las que se deslizan son templadas y rectificadas con una dureza del orden de 450 HB. Estas guías tienen un sistema automatizado de engrase permanente.

- Los husillos de los carros son de bolas templadas y rectificadas asegurando una gran precisión en los desplazamientos, estos husillos funcionan por el principio de recirculación de bolas, mediante el cual un tornillo sin fin tiene un acoplamiento a los respectivos carros. Cuando el tornillo sin fin gira el carro se desplaza longitudinalmente a través de las guías de la bancada. Estos tornillos carecen de juego cuando cambian de sentido de giro y apenas ofrecen resistencia. Para evitar los daños de una colisión del carro con algún obstáculo incorporan un embrague  que desacopla el conjunto y detiene la fuerza de avance.[5]

- Cada carro tiene un motor independiente que pueden ser servomotores o motores encoder que se caracterizan por dar alta potencia y alto par a bajas revoluciones. Estos motores funcionan como un motor convencional de Motor de corriente alterna, pero con un encoder conectado al mismo. El encoder controla las revoluciones exactas que da el motor y frena en el punto exacto que marque la posición programada de la herramienta.

Por otra parte la estructura de la bancada determina las dimensiones máximas de las piezas que se puedan mecanizar. Ejemplo de las especificaciones de la bancada de un torno CNC:
- Altura entre puntos: 375 mm
- Diámetro admitido sobre bancada: 760 mm
- Diámetro sobre carro longitudinal 675
- Diámetro admitido sobre carro transversal. 470 mm
- Avance de trabajo ejes Z, X. 0-10000 mm/min
- Desplazamientos rápidos ejes Z, X 15/10 m/min
- Fuerza empuje longitudinal 9050 N
- Fuerza empuje transversal 9050 N

### Ajuste posicionamiento de carros
A pesar de la calidad de los elementos que intervienen en la movilidad de los carros longitudinal y transversal no hay garantía total de poder conseguir la posición de las herramientas en la cota programada.
Para corregir los posibles fallos de posicionamiento hay dos sistemas electrónicos uno de ellos directo y el otro sistema indirecto. El sistema de ajuste de posicionamiento directo utiliza una regla de medida situada en cada una de las guías de las bancadas, donde actúa un lector óptico que mide exactamente la posición del carro, transfiriendo a la CPU (Unidad Central de Proceso) las desviaciones que existen donde automáticamente se reprograma hasta conseguir la posición correcta.

### Portaherramientas

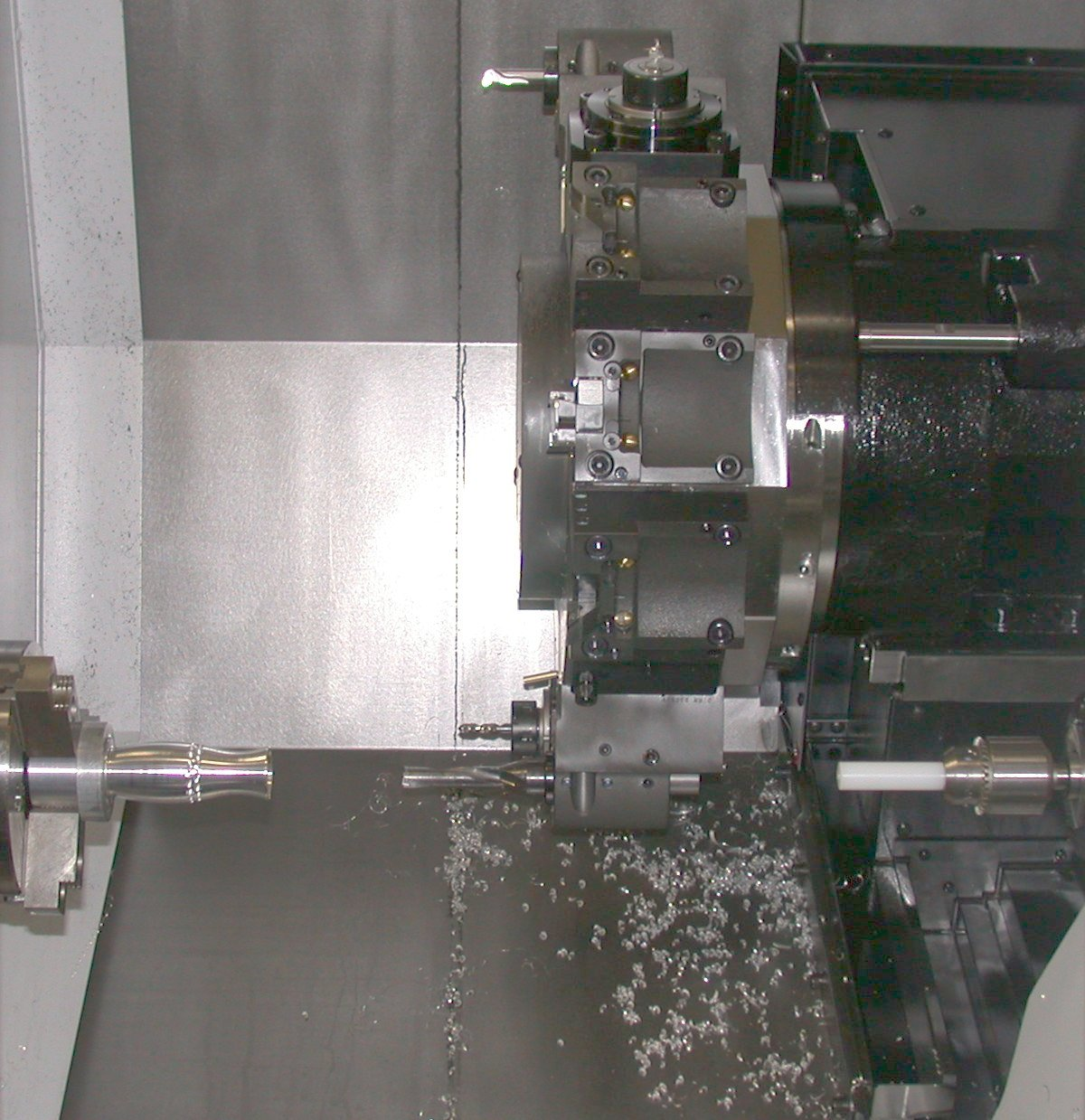
Detalle del cabezal portaherramientas.

El torno CNC utiliza un tambor como portaherramientas donde pueden ir ubicados de seis a veinte herramientas diferentes, según sea el tamaño del torno, o de su complejidad. El cambio de herramienta se controla mediante el programa de mecanizado, y en cada cambio, los carros retroceden a una posición donde se produce el giro y la selección de la herramienta adecuada para proseguir el ciclo de mecanizado. Cuando acaba el mecanizado de la pieza los carros retroceden a la posición inicial de retirada de la zona de trabajo para que sea posible realizar el cambio de piezas sin problemas. El tambor portaherramientas, conocido como revólver, lleva incorporado un servomotor que lo hace girar, y un sistema hidráulico o neumático que hace el enclavamiento del revólver, dando así una precisión que normalmente está entre 0.5 y 1 micra de milímetro. Las herramientas tienen que ser ajustadas a unas coordenadas adecuadas en un accesorio externo a los tornos de acuerdo con las cotas que indique el programa. En la mayoría de los casos se trabaja con plaquitas intercambiables de metal duro, con lo cual, cuando se necesita reponer la plaquita, no hace falta desmontar el portaherramientas de su alojamiento.

### TOOL SETTER
Este accesorio nos permite facilitar el seteo de las herramientas a utilizar en el mecanizado.Las sondas de ajuste de herramientas se instalan fácilmente en centros de mecanizado y centros de torneado CNC, lo que permite un funcionamiento automatizado con los siguientes beneficios:
- Ahorro significativo de tiempo con tiempo de inactividad de la máquina reducido
- Medición precisa de la longitud y el diámetro de la herramienta
- Cálculo y corrección automática de compensación de herramienta
- Eliminación de errores de configuración manual

### Accesorios y periféricos
Se conocen como accesorios de una máquina aquellos equipamientos que formando parte de la misma son adquiridos a un proveedor externo, porque son de aplicación universal para ese tipo de máquina. Por ejemplo la batería de un automóvil es un accesorio de mismo.
Todas las máquinas que tienen incorporado su funcionamiento CNC, necesitan una serie de accesorios que en el caso de un torno se concretan en los siguientes:
- CPU (Unidad de Control de Proceso)
- Gráficos dinámicos de sólidos y de trayectoria
- Editor de perfiles
- Periféricos de entrada
- Periféricos de salida

### UCP (Unidad central de proceso)
La UCP o CPU es el cerebro de cálculo de la máquina, gracias al microprocesador que incorpora. La potencia de cálculo de la máquina la determina el microprocesador instalado. A cada máquina se le puede instalar cualquiera de las UCP que hay en el mercado, por ejemplo: FAGOR, FANUC, SIEMENS, etc. Lo normal es que el cliente elige las características de la máquina que desea y luego elige la UCP que más le convenga por prestaciones, precio, servicio, etc.
Las funciones principales encomendadas a la UCP es desarrollar las órdenes de mando y control que tiene que tener la máquina de acuerdo con el programa de mecanizado que el programador haya establecido, como por ejemplo calcular la posición exacta que deben tener las herramientas en todo el proceso de trabajo, mediante el control del desplazamiento de los correspondientes carros longitudinal y transversal. También debe controlar los factores tecnológicos del mecanizado, o sea las revoluciones del husillo y los avances de trabajo y de desplazamiento rápido así como el cambio de herramienta.
Por otra parte la UCP, integra las diferentes memorias del sistema, que pueden ser EPROM, ROM, RAM y TAMPON, que sirven para almacenar los programas y actuar como un disco duro de cualquier ordenador.
Como periférico de entrada el más significativo e importante es el teclado que está instalado en el panel de mandos de la máquina, desde donde se pueden introducir correcciones y modificaciones al programa inicial, incluso elaborar un programa individual de mecanizado. Hay muchos tipos de periféricos de entrada con mayor o menor complejidad, lo que si tienen que estar construidos es a prueba de ambientes agresivos como los que hay en los talleres.
Como periférico de salida  más importante se encuentra el monitor que es por donde nos vamos informando del proceso de ejecución del mecanizado y podemos ver todos los valores de cada secuencia. También podemos controlar el desplazamiento manual de los carros y demás elementos móviles de la máquina.

## Trabajos previos para elaborar un programa de mecanizado

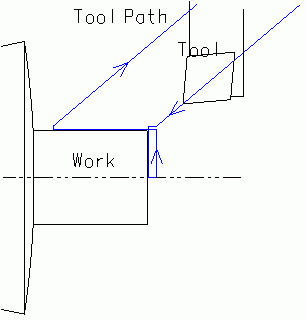
Ciclo básico de mecanizado.

Antes de empezar a confeccionar un programa de mecanizado se tiene que conocer bien el mecanizado que se va a realizar en el torno, las dimensiones y características del material de partida, así como la cantidad de piezas que componen la serie que hay que mecanizar. Con estos conocimientos previos, se establece el sistema de fijación de la pieza en el torno, las condiciones tecnológicas del mecanizado en cuanto a velocidad de corte, avance y número de pasadas.
Igualmente se establecen los parámetros geométricos del mecanizado señalando las cotas de llegada y partida de las herramientas, así mismo se selecciona las herramientas que se van a utilizar y las calidades de las mismas.
Velocidad de giro del cabezal. Este dato está en función de las características del material, del grado de mecanizado que se desee y del tipo de herramienta que se utilice. El programa permite adaptar cada momento la velocidad de giro a la velocidad más conveniente. Se representa por la letra (S) y puede expresarse como velocidad de corte o revoluciones por minuto del cabezal.
Avance de trabajo. Hay dos tipos de avance para los carros, uno de ellos muy rápido, que es el avance de aproximación o retroceso al punto de partida, y otro que es el avance de trabajo. Este también está en función del tipo de material, calidad de mecanizado y grado de acabado superficial. El programa permite adaptar cada momento el avance que sea más conveniente. Se representa por la letra (F) y puede expresarse en milímetros por revolución o milímetros de avance por minuto.
Otro factor importante a determinar es que todo programa debe indicar el lugar de posición que se ha elegido para referenciar la pieza que se llama "cero pieza". A partir del cero pieza se establece toda la geometría del programa de mecanizado.
El control numérico es una máquina herramienta que nos ayuda en el mecanizado de piezas en metalmecanica. SH

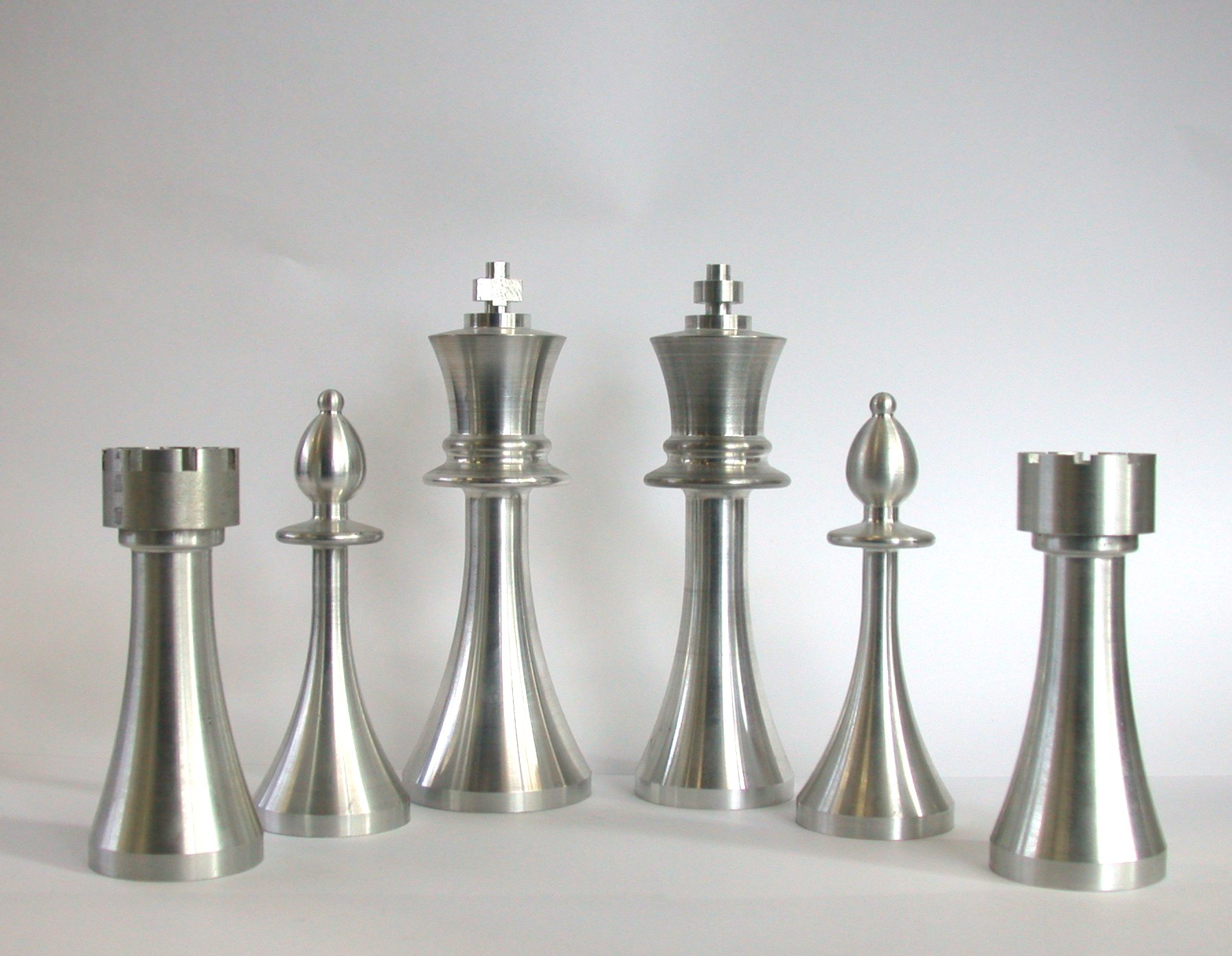
Piezas de ajedrez mecanizadas en un torno CNC.

## Estructura de un programa de torneado
La estructura de un programa de torneado está conformado por una serie de secuencias y funciones donde se van programando las tareas que debe realizar la máquina de acuerdo con los parámetros de la pieza y las condiciones tecnológicas de su mecanizado. Existen varios fabricantes de ordenadores para tornos. En este artículo para ejemplificar un tipo de programación se toma referencia el modelo 8050 que fabrica la empresa española Fagor.

### Número de secuencia N
Se denomina secuencia al conjunto de órdenes no contradictorias que se pueden dar de una sola vez a la máquina. Se identifican por la letra N, y en un torno normal se pueden dar hasta 9999 órdenes sucesivas. Si el programa no es muy largo se pueden numerar de 10 en 10, por si es necesario introducir alguna orden complementaria no prevista, así tendremos N10, N20, N30, etc. o podríamos tener, N10, N11, N20, etc.

### Funciones preparatorias G
Bajo la letra G acompañada de una cifra se agrupan una gran variedad de funciones que permiten al torno realizar las tareas adecuadas y necesarias para su trabajo.
Hay cinco tipos básicos de funciones preparatorias:
- Funciones de movilidad.
- Funciones tecnológicas.
- Funciones de conversión.
- Funciones de mecanizado especiales.
- Funciones modales.

1- Funciones de movilidad Las funciones de movilidad más importantes son las siguientes:
G00. Desplazamiento rápido. Indica el desplazamiento más rápido posible del carro portaherramientas, desde el punto de referencia al punto donde inicia el trabajo cada herramienta. Hay que tener especial cuidado en el uso de esta función ya que la trayectoria no es controlada por el usuario sino que el torno actúa basándose únicamente en la máxima velocidad de desplazamiento. Nunca se mecaniza con ella. Sólo actúa al inicio del programa, cada vez que se produce un cambio de herramienta, y al final del programa en el retorno al punto de referencia. 
G01. Interpolación lineal. Indica que la herramienta se está desplazando al avance de trabajo programado, permitiendo las operaciones clásicas de cilindrado y refrentado así como el mecanizado de conos.

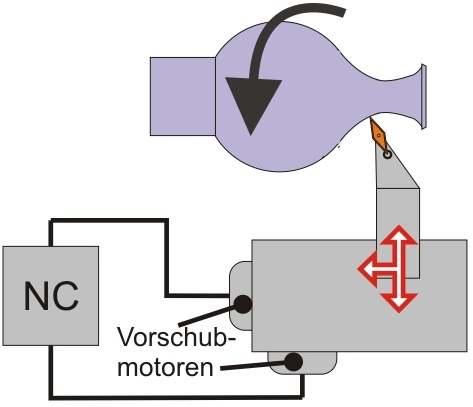
Mecanización con interpolación circular.

G02 Interpolación circular a derechas (sentido horario) Se utiliza cuando es necesario mecanizar zonas esféricas o radiales con velocidad controlada.
G03. Interpolación circular a izquierdas (sentido antihorario). Se utiliza cuando es necesario mecanizar zonas esféricas vacías, o radios a izquierdas.
Hay otras funciones de movilidad G, menos importantes y que están en función del equipo que se instale en la máquina.
2- Funciones tecnológicas Las funciones tecnológicas son las que se refieren a la forma de programar la velocidad del cabezal y el avance de trabajo. La velocidad de rotación del cabezal se puede programar a las revoluciones por minuto que se desee, para lo cual se antepondrá la función G97, o se puede programar para que gire a una velocidad de corte constante en m/min. En tal caso se indica con la función G96. Igual sucede con el avance de trabajo, si se desea programar el avance en mm/rev, se antepone la función G95 y si se desea trabajar en mm/min se antepone la función G94.
3- Funciones de conversión La función más importante de este grupo es la que corresponde al traslado de origen para situar el cero pieza que se realiza mediante la función G59. también existen funciones si el acotado está en pulgadas o en milímetros. Si bien ya tiene preestablecida la que se va a usar normalmente. Otro caso de conversión es si se programa con cotas absolutas o cotas incrementales.
4- Funciones de mecanizados especiales. La más popular de estas funciones es la que corresponde a un ciclo de roscado representada por la función G33. Otras funciones de este tipo son las de refrentados, taladrados, roscado con macho, escariado, etc.
5- Funciones modales. En los programas de CNC, existen funciones que, una vez programadas, permanecen activas hasta que se programa una función contraria, o el programa se termina. Estas funciones son las llamadas funciones modales. En un bloque se pueden programar tantas funciones como se desee, siempre que no sean incompatibles entre ellas. Por ejemplo no se pueden programar en un bloque las funciones G00 y G01.

### Programación de cotas X-Z
Se entiende por programación de cotas la concreción en el programa de los recorridos que tienen que realizar las herramientas para conformar el perfil de la pieza de acuerdo con el plano de la misma. La programación se puede hacer mediante coordenadas X y Z o coordenadas polares. También mediante la función G adecuada se pueden programar las cotas tanto en milímetros como en pulgadas. Para hacer una programación correcta de las cotas hay que conocer bien los excedentes de material que hay que remover, para determinar el número de pasadas que hay que realizar así como la rugosidad superficial que deben tener los acabados mecanizados, así como la forma de sujetar la pieza en la máquina y la rigidez que tenga

### Programación de la herramienta T-D
Los tornos de control numérico tienen un tambor frontal donde pueden ir alojados un número variable de herramientas generalmente de 6 a 20 herramientas diferentes. Las herramientas se programan con una letra T seguida del número que ocupa en el tambor, por ejemplo T2, la letra T, es la inicial de esta palabra en inglés (tool). Como cada herramienta tiene una longitud diferente y un radio en la punta de corte también diferente es necesario introducir en el programa los valores correctos de cada herramienta, para que el programa pueda desarrollarse con normalidad. 
Aparte de la longitud de la herramienta existen unas funciones G para introducir una corrección de acuerdo al valor que tenga el radio de la herramienta en la punta de corte. La compensación del radio de la herramienta tiene una gran importancia en el mecanizado, especialmente en piezas que contengan perfiles irregulares. Las placas de herramientas de torno tienen siempre puntas redondeadas, de esta forma son más rígidas. Cuanto menor es el radio de la punta menor tendencia presenta a astillarse.

### Factores tecnológicos F-S
Los factores tecnológicos que hay que tener a la hora de elaborar un programa son los siguientes:
- Material de la pieza a mecanizar.

- Tolerancia de cotas y calidad superficial del mecanizado.

- Estructura de la pieza a mecanizar.

Estos factores son los que van a determinar entre otras cosas los siguientes elementos. 
- Velocidad de corte la velocidad de corte se programa mediante la letra S, inicial de la palabra inglesa (speed) que significa velocidad,  y una cifra que puede referirse a un valor constante de velocidad de corte que queremos mantener en todo el mecanizado o a una cifra que corresponde a las revoluciones por minuto del cabezal de acuerdo con la velocidad de corte que se funcione y el diámetro de la pieza que se esté torneando. La elección de un sistema de programa u otro se realiza mediante la función G que corresponda.

- Profundidad de pasada este concepto viene determinado por la cantidad de viruta que se tenga que remover y del grado superficial que se tenga que obtener y de la tolerancia de mecanizado del plano.

- Avance de trabajo El avance de trabajo de la herramienta se representa por la letra F inicial de la palabra inglesa (Feed) que significa avance, seguida de una cifra que puede referirse al avance de la herramienta expresado en mm/rev o en mm/min. En el torneado lo más común es programar el avance expresado en mm/rev. La elección de un sistema de programa u otro se realiza con la función G que corresponda.

- Refrigerante en muchos mecanizados es necesario refrigerar la zona donde está actuando la herramienta, esta función se programa mediante una función auxiliar M.

- Fijación de la pieza en el cabezal en las máquinas de control numérico es muy importante asegurarse que la fijación de la pieza sea lo suficientemente rígida como para poder soportar las tensiones del mecanizado, asimismo se debe prever un sistema rápido y seguro de anclaje de la pieza para eliminar tiempos muertos inactivos de la máquina.

### Funciones auxiliares M
Las funciones auxiliares sirven para establecer el funcionamiento de la máquina. Tales como encendido y parada del accionamiento principal o fin del programa.

## Ventajas y desventajas de los tornos CNC frente a los convencionales
Ventajas:
- Permiten obtener mayor precisión en el mecanizado.
- Permiten mecanizar piezas más complejas.
- Se puede cambiar fácilmente de mecanizar una pieza a otra.
- Se reducen los errores de los operarios.
- Cada vez son más baratos los tornos CNC.
- Se reducen tiempos de mecanizado.

Como desventajas se pueden indicar las siguientes:
- Necesidad de realizar un programa previo al mecanizado de la primera pieza.
- Coste elevado de herramientas y accesorios lo que implica una elevada inversión.
- Conveniencia de tener una gran ocupación para la máquina debido a su alto coste.[16]

## Formación de viruta
El torno ha evolucionado tanto que ya no se trata tan solo de arrancar material a gran velocidad, sino que los parámetros que componen el proceso tienen que estar estrechamente controlados para asegurar los resultados finales de economía calidad y precisión.
La forma de tratar la viruta se convierte en un proceso complejo, donde intervienen todos los componentes tecnológicos del mecanizado, para que pueda tener el tamaño y la forma que no perturbe el proceso de trabajo. Si no fuera así se acumularían rápidamente masas de virutas largas y fibrosas en el  área de mecanizado que formarían madejas enmarañadas e incontrolables.
La forma que toma la viruta se debe principalmente al material que se está cortando y puede ser de material dúctil y también quebradizo y frágil.
El avance con el que se trabaje y la profundidad de pasada, son bastante responsables de la forma de viruta, y cuando no se puede controlar con estas variables hay que recurrir a elegir la herramienta que lleve incorporado un rompevirutas eficaz.
mayor eficacia que un torno normal es mayor rapidez

## Mecanizado en seco y con refrigerante
Hoy en día el torneado en seco es completamente viable y se emplea en numerosas aplicaciones. Hay una tendencia reciente a efectuar los mecanizados en seco siempre que la calidad de la herramienta lo permita.
Una zona de temperatura de corte más elevada puede ser en muchos casos, un factor positivo.
Sin embargo el mecanizado en seco no es adecuado para todas las aplicaciones, especialmente para taladrados, roscados y mandrinados para garantizar la evacuación de las virutas.
Es necesario evaluar con cuidado operaciones, materiales, piezas, exigencias de calidad y maquinaria para identificar los beneficios de eliminar el aporte de refrigerante.

## Fundamentos tecnológicos del torneado
En el torneado hay seis parámetros clave:
Los tornos CNC, debido a sus mecanismos de funcionamiento permiten ajustar al máximo las condiciones de mecanizado y por lo tanto conseguir el mejor tiempo de torneado posible.
1. Velocidad de corte (Vc). Se define como la velocidad lineal en la periferia de la zona que se está mecanizando. Su elección viene determinada por el material de la herramienta, el tipo de material de la pieza y las características de la máquina. Una velocidad de corte alta permite realizar el mecanizado en menos tiempo pero acelera el desgaste de la herramienta. La velocidad de corte se expresa en metros/minuto.
2. Velocidad de rotación de la pieza (N). Normalmente expresada en revoluciones por minuto. Se calcula a partir de la velocidad de corte y del diámetro mayor de la pasada que se está mecanizando.
3. Avance (F). Definido como la velocidad de penetración de la herramienta en el material. En el torneado suele expresarse en mm/rev. No obstante para poder calcular el tiempo de torneado es necesario calcular el avance en mm/min de cada pasada.
4. Profundidad de pasada. Es la distancia radial que abarca una herramienta en su fase de trabajo. Depende de las características de la pieza y de la potencia del torno.
5. Potencia de la máquina. Está expresada en kW, y es la que limita las condiciones generales del mecanizado, cuando no está limitado por otros factores.
6. Tiempo de torneado (T). Es el tiempo que tardan todas las herramientas en realizar el mecanizado sin tener en cuenta otras cuestiones como posibles paradas de control o el tiempo poner y quitar la pieza del cabezal que puede variar dependiendo de cada pieza y máquina. Se calcula a base de ir sumando los tiempos parciales de cada herramienta.

Estos parámetros están relacionados por las fórmulas siguientes:
{\displaystyle V_{c}\ \mathrm {(m/minuto)} \ =\ {\frac {N\ \mathrm {(rpm)} \ \times \ 3,14\ \times \ \mathrm {Di{\acute {a}}metro\ (mm)} }{1000}}}
{\displaystyle F\ \mathrm {(mm/minuto)} \ =\ N\ \mathrm {(rpm)} \ \times F\ \mathrm {(mm/revoluci{\acute {o}}n)} }
{\displaystyle T\ \mathrm {(minutos)} \ =\ {\frac {\mathrm {Longitud\ de\ mecanizado\ (mm)} }{F\ \mathrm {(mm/minuto)} }}}
Generalmente, la velocidad de corte óptima de cada herramienta y el avance de la misma vienen indicados por el fabricante de la herramienta o, en su defecto, en los prontuarios técnicos de mecanizado.